# Laphria flavipila
Laphria flavipila är en tvåvingeart som beskrevs av Macquart 1834. Laphria flavipila ingår i släktet Laphria och familjen rovflugor. Inga underarter finns listade i Catalogue of Life.